# Sülbeck (Reinstorf)
Sülbeck ist ein Ortsteil der Gemeinde Reinstorf in Niedersachsen.

## Geographie
Der Ort liegt einen Kilometer nordöstlich von Reinstorf an der Landesstraße 221.

## Geschichte
Für das Jahr 1848 wird angegeben, dass Sülbeck sechs Wohngebäude hatte, in denen 42 Einwohner lebten. Zu der Zeit war der Ort nach Wendhausen eingepfarrt, wo sich auch die Schule befand. Am 1. Dezember 1910 hatte Sülbeck im Landkreis Lüneburg 65 Einwohner. Am 1. März 1974 wurde Sülbeck nach Reinstorf eingemeindet.